# 上野町 (宮崎市)
上野町（かみのまち）とは、宮崎県宮崎市内の地名。小戸地域自治区に属している。郵便番号は880-0011。2023年現在、住居表示実施地域である。

## 地理
宮崎市の小戸地域自治区に属する。中心部を通り上野通り沿いに商店が並び、路地に入ると住宅街を形成する。同町北縁の「恵美寿通り」より、「中央通り」・「西橘通り」となる。広義の"ニシタチ"を形成する地域であり、夜の繁華街として知られる。
北を中央通・高松町、東を橘通西2丁目、南を橘通西1丁目、西を元宮町・末広1丁目と接する。

## 地名の由来
1662年の外所地震で、大淀川河口付近左岸の下別府村にあった小戸神社は水没したために、上別府村へと遷座し、その地を上野町と称したとされる。元来の上野町は川原町に連続し、橘通りをまたいで約400メートル大淀川に沿って存在していた。上（高い）の土地というよりも、小戸神社が水没を避けて大淀川上流の土地に遷（うつ）したことから単純に「上流の町→上ﾉ町→上野町」と称したと思われる。

## 世帯数と人口
2023年（令和5年）8月1日現在の世帯数と人口は以下の通りである。
| 町丁   | 世帯数  | 人口  |
| ------ | ------- | ----- |
| 上野町 | 285世帯 | 383人 |

## 小・中学校の学区
市立小・中学校に通う場合、学区は以下の通りとなる。
| 町名                     | 小学校             | 中学校               |
| ------------------------ | ------------------ | -------------------- |
| 上野町（上野通りより西） | 宮崎市立小戸小学校 | 宮崎市立宮崎西中学校 |
| 中央通（上野通りより東） | 宮崎市立宮崎小学校 | 宮崎市立宮崎中学校   |

## 交通

### バス
宮交グループの運営するバスが営業している。

## 施設
- バージニアビーチスクエア（姉妹都市の米国バージニアビーチ市を模した庭園。）
- 青空ショッピングセンター